# فرشته‌ماهی آتش‌به‌پشت
فرشته‌ماهی آتش‌به‌پشت (نام علمی: Centropyge aurantonotus) نام یک گونه از سرده فرشته‌ماهی‌های کوتوله است.